# Victoria Thornley
Victoria Thornley (St Asaph, 30 de novembro de 1987) é uma remadora britânica, medalhista olímpica.

## Carreira
Thornley competiu nos Jogos Olímpicos de 2012 e 2016, conquistando a medalha de prata, no Rio de Janeiro, com Katherine Grainger na prova do skiff duplo. Quatro anos antes ficou em quinto lugar no oito com, competindo com a equipe da Grã-Bretanha, em Londres.